# 1869年8月7日日食
1869年8月7日日食为一次在协调世界时1869年8月7日（东半球为8月8日）出現的日全食。該次日食食分為1.0551，食甚維持3分48秒。

## 概述
這次日食的食分是1.0551，全食維持3分48秒。

## 基本參數
- 類型：日全食
- 食甚資料：
  - 日期：1869年8月7日
  - 時間：22時1分5秒
  - 地點：59N 133W
  - 食分：1.0551
  - 日全食持續時間：3分48秒

## 外部連結
- NASA日食專頁（页面存档备份，存于）（英文）